# 埃斯库特
埃斯库特（法語：Escout，法語發音：[ɛskut]）是法国大西洋比利牛斯省的一个市镇，属于奥洛龙-圣玛丽区。

## 地理
埃斯库特（43°11'20"N, 0°33'4"W）面积9.52 平方千米，位于法国新阿基坦大区大西洋比利牛斯省，该省份为法国东南部省份，涵盖了贝阿恩与北巴斯克，西临大西洋比斯開灣，北至朗德省，东北接热尔省，东临上比利牛斯省，南与西班牙接壤。
与埃斯库特接壤的市镇（或旧市镇、城区）包括：埃斯库、埃斯蒂亚莱斯克、埃雷尔、拉瑟布、奥洛龙-圣玛丽、普雷西永。
埃斯库特的时区为UTC+01:00、UTC+02:00（夏令时）。

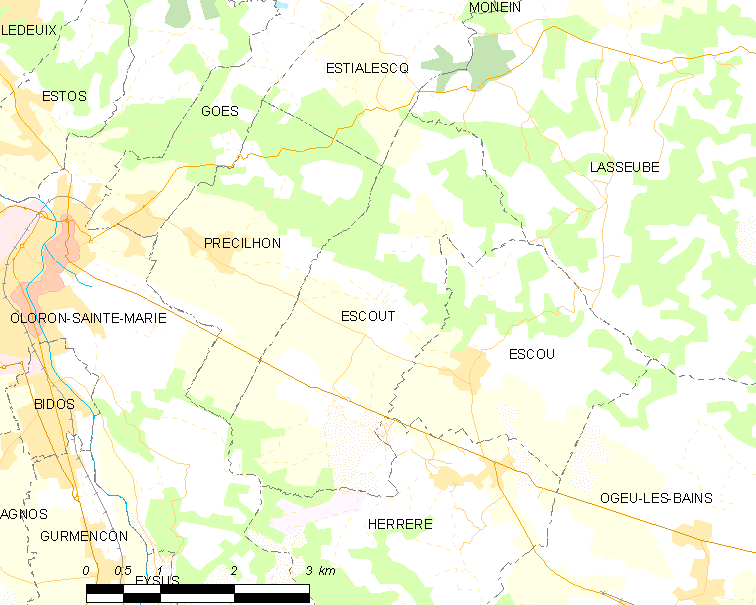
埃斯库特的OSM定位图

## 行政
埃斯库特的邮政编码为64870，INSEE市镇编码为64209。

## 政治
埃斯库特所属的省级选区为奥洛龙-圣玛丽第二县。

## 人口

1962-2008年间埃斯库特人口变化图示

埃斯库特于2022年1月1日时的人口数量为426人。